# 司马俊
司馬俊（？—371年），字道度，东晋宗室，彭城穆王司马权玄孙，彭城元王司马植曾孙，彭城康王司马释之孙，彭城王司马纮之子。
建兴末年，晋元帝承制，以彭城康王司马释子堂邑县公司马纮为高密王司马据之后嗣。其后司马纮归本宗，立司马俊以奉祀。咸和五年（330年）九月司馬俊袭封高密王（治今山东省高密市西南四十里前田庄）。司馬俊官至散骑常侍，太和六年（371年）十月去世，谥号恭。子敬王司馬純之嗣位。
| 前任： 司马纮 | 晋朝高密王 330年－371年 | 繼任： 司馬純之 |